# Їґу
Їґу 疑古, також їґу пай 疑古派, «школа сумлівів у давнині» — впливова інтелектуальна течія у історичних дослідженнях в Китаї 20 сторіччя, спрямована на перегляд культурної спадщини китайської цивілізації імперського періоду.
Із падінням останньої династії (Цін, 1911/1912) та розповсюдженням Руху за Нову Культуру (Сінь веньхуа юньдун 新文化運動, див. New Culture Movement), розбудовою сучасної національної академії та заснуванням китайської археологічної школи місцеві інтелектуали присвятили значні зусилля до критичної переоцінки конфуціанської ортодоксії, вживаючи сучасні наукові методи. Наслідком цієї роботи стала нова парадигма у ставленні до класичних джерел: ті з традиційних стверджень що не витримували перевірки сучасними засобами визнавалися застарілими та бракуючими на об'єктивність. Попередниками цього напрямку були представники канонознавства 18-19 сторічь (т.з. напрямок каочжен, напр. Цуй Шу), які на підставі ретельного дослідження неузгоджень у класичних творах висунули ряд припущень щодо аутентичності деяких з них.
Серед найвідоміших представників — Лян Цічао (1873—1923), Ван Ґовей (1877—1927), Чень Їньке (1890—1969), Ху Ши (1891—1962), Гу Цзеган (1893—1980).
Сенсаційні археологічні знахідки другої половини 20 століття деякою мірою спростували гіпотези, висунуті представниками їґу. У 1993 році видатний китайський вчений Лі Сюецінь (Li Xueqin) висунув заклик залишити «сумліви у давнині» та увійти до нової ери, «довіри давнині» 信古, оскільки досліди 20 століття довели значну міру достовірності у давньокитайській історіографії. Разом із цим, деякі ідеї інтелектуалів їґу дотепер поділяються спеціалістами у наукових колах Китаю та усього світу, а збірка «Гу ши бянь» 古史辨 (титульний твір школи, ред. Ґу Цзєґан) залишається коштовним зразком академічної дисципліни та джерелом подальших досліджень.